# Manuel García Prieto
Pour les articles homonymes, voir Manuel Garcia (homonymie), García et Prieto.
Manuel García Prieto (Astorga, 1859 - Saint-Sébastien, 1938) était un homme politique et jurisconsulte espagnol. Il occupa la présidence du Conseil des ministres en 1912, deux fois en 1917, puis en 1918 et en 1922. Membre par alliance de la famille de Eugenio Montero Ríos et affilié au même courant politique que ce dernier, il joua un rôle de première importance dans la politique espagnole et galicienne des années 1910 et 1920.

## Biographie
Il naquit à Astorga en 1859. Après des études de droit, il travailla comme procureur au Tribunal de Madrid et intégra un court moment le Corps juridique militaire (Cuerpo Jurídico Militar). Beau-fils de Montero Ríos, il se forma dans son cabinet d'avocat. Affilié au Parti libéral, il fut élu député d'Astorga en 1887 puis de Saint-Jacques-de-Compostelle en 1893 en successeur de son beau-père. Il resta député de ce district jusqu'à ce qu'il démissionne pour intégrer le Sénat.
En 1897 il fut nommé directeur général des contentieux de l'État, et plus tard secrétaire de l'Outremer. En 1905 il fut ministre de l'Intérieur dans le gouvernement de Montero Ríos et, la même année, ministre de la Grâce et de la Justice avec Segismundo Moret. Il démissionna de ce dernier poste car il considérait que Moret faisait preuve d'une soumission excessive aux pressions des militaires.
En 1906 il occupa le portefeuille de l'Équipement sous le gouvernement du général López Domínguez, puis fut en 1910 ministre d'État sous la présidence de Canalejas. Il obtint alors un succès remarquable en politique internationale avec la signature du traité hispano-marocain de 1911, en négociant avec la France à propos de la question marocaine en 1912 et en obtenant la représentation des républiques hispanoaméricaines au Tribunal International de Justice de La Haye. En raison de son travail dans la préparation de la conférence d'Algésiras, qui permit la création du protectorat espagnol du Maroc, il reçut le titre honorifique de Marquis d'Al Hoceima (Marqués de Alhucemas), un titre de Grand d'Espagne et une charge de sénateur à vie.
Lorsque Canalejas fut assassiné, le 12 novembre 1912, García Prieto occupa deux jours la présidence du Conseil des ministres. Après la scission du Parti libéral en 1913, il fonda le Parti libéral démocratique, la faction politique héritière de Sagasta qui s'opposait à celle du comte de Romanones.
Il fut désigné président du Sénat en 1914 et en 1917, comme conséquence de la crise produite par la rébellion des militaires dans les Juntes de défense (Juntas de Defensa), il forma un gouvernement qui dut rapidement démissionner. En juillet 1917 il obtint la direction du Parti libéral et présida en novembre un gouvernement de concentration de la monarchie alphonsine après la crise d'octobre subie par le gouvernement d'Eduardo Dato. En mai 1918 une nouvelle crise conduirait Maura au pouvoir et García Prieto fut nommé ministre de l'Intérieur.
Le 9 novembre de la même année il forma un gouvernement qui ne dura que jusqu'en décembre, lorsque le projet de Mancommunautés fit chuter le cabinet. Après le désastre d'Anoual, il dirigea en 1922 le dernier gouvernement constitutionnel de la monarchie. Il tenta sans succès d'arrêter le coup d'État de Primo de Rivera  du 13 septembre 1923 mais se vit contraint de démissionner après le succès de ce dernier.
Durant la dictature il resta à l'écart de la vie politique, bien que maintenant une posture d'opposition au régime. Il revint à la politique pour faire partie du dernier gouvernement de la monarchie et occupa le portefeuille de la Justice et du Culte, sous la présidence de Juan Bautista Aznar-Cabañas.
Dans le réseau clientéliste créé par Montero Ríos, García Prieto ne constitue pas seulement une pièce fondamentale, il fut aussi capable d'établir un deuxième réseau directement lié avec celui de son beau-père. Au moment où García Prieto hérita de celui-ci son pouvoir et son caciquisme, il profita d'un certain prestige dans les milieux ruraux galiciens grâce à sa position sur le problème des anciens fors. Bien qu'il ait toujours compté avec le soutien du mouvement agraire, son prestige diminua au fur et à mesure de la radicalisation de ce dernier. Il mourut le 8 mars 1938, pendant la guerre civile.